# Tekknozid

Tekknozid-Flyer von 1990

Tekknozid (Kofferwort aus Tekkno und Acid) war von Anfang 1990 bis Ende 1991 die erste Reihe typischer Techno-Raves in Ost-Berlin und einflussreich für viele spätere Techno-Veranstaltungen. 
Um den neuen Sound der Tekknozid-Partys zu beschreiben, erfanden die Veranstalter den Begriff Tekkno, der besonders in Deutschland Anfang der 1990er Jahre großteils übernommen wurde.
Veranstalter der Tekknozid Tekkno-Raves war Wolfram Neugebauer, als DJ unter dem Namen Wolle XDP bekannt. Nach seiner Ausbildung als Theatertechniker arbeitete er u. a. als Produktionsleiter für Veranstaltungen im Ost-Berliner Sport- und Erholungszentrum (SEZ). Dort organisierte er zusammen mit einigen Freunden im November 1989 auch die erste große Houseparty Ost-Berlins. Unter dem Label X-tasy Dance Project initiierten sie danach mehrere Serien innovativ-experimentelles Vorhaben, welche das Berliner Techno-Geschehen der nächsten Jahre maßgeblich prägten. Diese Projekte waren keine Partys, sondern im eigentlichen Sinne echte Inszenierungen. Alle gestalterischen Komponenten (Deko, Licht, Sound, Musik, Effekte) und der zeitliche Ablauf wurden planmäßig, zielstrebig und unter Einbeziehung aller Besucher betrachtet und eingesetzt. 
Auch Tekknozid wurde mit dem Ziel konzipiert, ekstatischen Tanz auf Massenbasis zu erzeugen. Das radikale Konzept von Tekknozid stand der normalen Disco konträr gegenüber. Dieses Ansinnen wurde bereits in der Ankündigung von Tekknozid (u. a. auf Flyern, Plakaten und Pressetexten) in Form einer „Warnung“ verdeutlicht: „Warnung: Tekknozid ist kein neues Synonym für Disco. Härteste Techno-Beats aus House, Industrial, Hip-Hop, Electronic Body Music (E.B.M.), New Beat und Acid wirken im Zusammenspiel von psychedelischen Licht- und Effektinstallationen auf das Unterbewusstsein. In totaler Ekstase verlieren sich die Grenzen von Zeit und Raum. Visionen aus dem Unterbewusstsein eröffnen den Blick in den Cyberspace, jenen undefinierbaren Datenraum hinter Monitoren, Synthesizern und Satellitenantennen.“
Bei den Tekknozid-Raves gab es grundsätzlich nur eine Tanzfläche. Diese wurde durch optische Abtrennungen in einen eigenständigen Raum realisiert und vollkommen verdunkelt. Es gab weder Bars, noch Tische oder Bestuhlung. Die Lichteffekte waren auf schwach leuchtende, holografische Projektionen und möglichst vielen im Rhythmus der Musik einzeln steuerbare Stroboskope reduziert. Ein weiterer Bestandteil der Inszenierung waren Laserinstallationen und zwei riesige metallene Kampfkolosse. Mit diesem martialisch anmutenden Ambiente wurde versucht, das Aufkommen einer klassischen Disko-Atmosphäre zu vermeiden bzw. eine unwirkliche Realität zu erzeugen. Die Tanzfläche war zudem mit riesigen Bühnen in mehreren Ebenen umbaut, auf denen u. a. auch engagierte Tänzer erstmals mit Leuchtstäben für rhythmische Lichteffekte sorgten. Die Soundinstallation bestand aus einer Vierpunkt-Beschallung und einer zusätzlichen Bassinstallation, der „Magic Bassline“. Dieses Konzept sollte die völlige Selbstaufgabe des Einzelnen in den Rhythmus und damit in das tänzerische Geschehen sicherstellen („Entweder Tanzen oder den Raum fluchtartig verlassen“). Das Konzept ging auf und auf den Tekknozid-Partys tanzten mehrere tausend Personen stundenlang in ekstatischen Bewusstseinszuständen. Die damit verbundene intensive Erlebnisqualität gab vielen eine neue kulturelle Identität und ein neues Selbstwertgefühl und war mitverantwortlich für den Erfolg von Techno in Berlin.
Den Durchbruch in den Medien schaffte Tekknozid und damit der neue Technosound jedoch vor allem durch das Party-Inphon, der XDP-Raveline. Dieses Party-Info-Telefon war eigentlich nur der Anrufbeantworter von Roland BPM und sollte zuerst nur die Möglichkeiten bieten, sich über neue Ankündigungen von XDPs zu informieren. Um die Ansage interessanter zu machen, wurde dann jedoch allen Veranstaltern von Technopartys die kostenlose Möglichkeit gegeben, ihre Partys auf dem Ansagetext aufsprechen zu lassen. Damit hatte Techno ein eigenes, neues Medium erfunden, was zu zahlreichen Artikeln, Radio- und TV-Beiträgen über Tekknozid in der internationalen Medienwelt führte.
Das künstlerische Konzept des X-tase Dance Projektes basierte u. a. auf den Erfahrungen des Cyberspace Techno Club von DJ Tanith, wobei eine reduzierte Wahl von Requisiten und ein maximales Ausreizen dieser minimalistischen Stilmittel charakteristisch für Tekknozid-Raves waren. Tanith engagierte sich stark im X-tase Dance Projekt und war auch Stamm-DJ auf den Tekknozid-Partys. DJ Roland, auch unter dem Namen Roland 138 BPM bekannt, war der zweite Stamm-DJ bei diesem Projekt. Zudem beehrten die unterschiedlichsten in- und ausländische Diskjokeys und Musiker die Gäste an den Tekknozid-Raves, so Frankie Bones aus New York, Energy 52 (Gemeinschaftsprojekt von Cosmic Baby und Kid Paul), Futurhythm (Gemeinschaftsprojekt von Cosmic Baby und Jonzon), Kid Paul, LX Empire (Alec Empire/Atari Teenage Riot), Psychick Warriors of Gaia, Rokki, Peter Rubin und Talla 2XLC. Neben den zwei Resident-DJs Roland 138 BPM und Tanith waren stets nur ein Gast-DJ und maximal zwei Live Acts gebucht. Im Zeitraum vom 28. April 1990 bis zum 21. Dezember 1991 fanden zehn Tekknozid-Raves statt.
Die Promotion für diesen Rave lief in Konkurrenz zur ersten Mayday. Die Planung für die Mayday begann, nachdem der Termin für Tekknozid feststand, sie fand jedoch eine Woche vorher in derselben Location statt. Im Wettbewerb um die Gunst der Besucher entwickelte die Firma Low Spirit zusammen mit dem Technomagazin Frontpage ein völlig neues Ravekonzept: Alle zu dieser Zeit bekannten DJs und Produzenten wurden auf den Rave gebucht und wechselten stündlich. Die Mayday war in der Anzahl der Besucher fortan der erfolgreichste Rave Deutschlands. Das Mayday-Rave-Konzept wurde damit zum Standard fast aller Raves. Das letzte Tekknozid fand am 21. Dezember 1991 in Form eines Festivals in der Halle Weißensee statt. Dabei wurden insgesamt sechs kurze Liveacts in den Mix der DJs integriert.
Organisiert wurden die Veranstaltungen von dem Berliner DJ Wolle XDP in Zusammenarbeit mit Freunden. Einige Mitglieder des XDPs starteten später eigene Projekte, wie Johnnie Stieler (Tresorbegründer), Tanith, Ralf Regitz (Planet- und E-Werkbegründer/Loveparade), „Zappa“ (Mitveranstalter der Walfisch-Afterpartys), Paul van Dyk.
Andere XDPs waren die Trancepartys „The Brain“, der „härteste Technoclub der Welt“: der Bunker, den XDP-Motorclub (den 1994er Tresor-Relaunch), den „Tribalrave“ (Fusion aus Techno und Ethno), den „Earthbeat“, den „Earthclub“, den Discountclub uva.

## Tekknozid heute
Tekknozid wurde im Oktober 2015 durch einen großen Oldschool Rave im Berliner Postbahnhof erfolgreich „reanimiert“ und wird fortan als regelmäßige Partyserie an verschiedenen Orten stattfinden.